# Polanica-Zdrój
Polanica-Zdrój (en alemany Bad Altheide) és una ciutat al Comtat de Kłodzko, Voivodat de Baixa Silèsia, al sud-oest de Polònia.
Se situa a aproximadament 11 kilòmetres al sud-oest de Kłodzko, i a 89 km al sud-oest de la capital regional, Wrocław. El 2006, tenia 6.900 habitants.

## Història
Polanica-Zdrój és mencionada documentalment per primer cop el 1347 sota el nom de Heyde; en aquella època pertanyia a la Casa de Glaubitz, Bohèmia dins del Sacre Imperi Romanogermànic. El 1645 la ciutat fou destruïda per tropes de l'Imperi Suec durant la Guerra dels Trenta Anys. El 1742 la ciutat – igual com tota l'àrea – va canviar de mans a Brandenburg-Prussia, esdevenint part del Regne de Prússia amb la dissolució del Sacre Imperi el 1806. La vila va créixer ràpidament durant el segle xix, i va esdevenir un balneari popular durant els 1870, després que Prússia hagués passat a formar part de l'Imperi Alemany el 1871. El 1890 es va completar la connexió per ferrocarril amb Glatz. La ciutat va passar a formar part de Polònia després de la II Guerra Mundial, el 1945.

## Esdeveniments culturals i esportius
A la ciutat, que és agermanada amb Telgte a Alemanya, s'hi celebra el festival de cinema aficionat POL-8. Des de 1963, és la seu del Torneig d'escacs Memorial Akiba Rubinstein, que se celebra en honor del Gran Mestre polonès Akiba Rubinstein (1882–1961). Aquest torneig va ser durant els 1980 i 1990 un esdeveniment escaquístic de primera fila mundial.

## Demografia
Nombre d'habitants:
| Any  | Núm. habitants |
| ---- | -------------- |
| 1787 | 443            |
| 1816 | 490            |
| 1880 | 527            |
| 1910 | 1,538          |
| 1933 | 1,831          |
| 1950 | 4,482          |
| 1960 | 6,514          |
| 1970 | 6,943          |
| 1978 | 7,399          |
| 2006 | 6,900          |